# Francesco Cilea
Francesco Cilea (Palmi, 1866. július 26. – Varazze, 1950. november 20.) olasz zeneszerző, zenepedagógus és zenetudós. Operakomponistaként a verizmus híve volt.

## Élete
Ügyvéd fiaként látta meg a napvilágot. Alapfokú zenei tanulmányait szülővárosában kezdte. A család egyik barátja, Francesco Florimo, a nápolyi konzervatórium egyik befolyásos vezetője volt, Verdi baráti köréhez tartozott. Feltehetőleg neki is nagy szerepe volt abban, hogy Cilea Nápolyban végezhette felsőfokú zenei tanulmányait. A San Pietro a Majella konzervatóriumban Beniamino Cesi (1845–1907) zongora- és Paolo Serrao (1830–1907) zeneszerző-tanítványa volt. A végzősök legjobbikaként, az intézet hagyományainak megfelelően, 1889-ben lehetőséget kapott egy egész estés opera komponálására. Előtte írt már néhány, jó fogadtatásban részesült zenekari művet. Első operáját először egyfelvonásosnak tervezte, de végül háromfelvonásossá duzzadt és a Gina címet viselte. A február 9-én lezajlott ősbemutatót a szerző vezényelte, a színpadra állításban barátai, évfolyamtársai voltak a segítségére. A Gina szép sikert aratott és kiváltotta a konzervatóriumi vezetők elismerését.
Első művének sikere után a milánói Sonzogno kiadó életre szóló kiadási szerződést ajánlott Cileának. Zenepedagógusként 1890-ben kezdett el működni, zongoraleckéket adott. Két év múlva kinevezték a nápolyi konzervatórium zongora tanszékének professzorává. 1892-ben Firenzében bemutatták második operáját, de a Tilda olyan csúfosan megbukott, hogy hatására a zeneszerző öt évre felhagyott az operakomponálással.
1896-tól nyolc éven át a firenzei Reale Istituto Musicale zeneelmélet- és ellenpont-tanára volt. A következő évben lezajlott következő operájának, Az arles-i lánynak az ősbemutatója, ami már szép sikert aratott, de ennek ellenére hamar lekerült a műsorról, pedig szerzője a tartósabb siker érdekében többször is átdolgozta operáját. Ezután újabb öt évnek kellett eltelnie, mire Ciléa ismét operával állt a közönség elé. Az 1902-ben Milánóban bemutatott Adriana Lecouvreur végre meghozta az áttörést és Európa szerte ismertté tette Cilea nevét.
1913–1916 között a palermói konzervatórium vezetője volt. Ezután 1935-ig a nápolyi konzervatórium igazgatójaként tevékenykedett. 1935-ben aztán felhagyott aktív zenepedagógiai tevékenységével. Varazzei birtokára vonult vissza, élete végén majdnem teljesen megsüketült. Tevékenységét kétszer ismerte el az olasz állam: 1893-ban kitüntették az Olasz Korona Lovagrendjével, majd 1903-ban ugyanezen kitüntetés tiszti keresztjét kapta meg. Végrendeletében az operái előadásából származó minden jogdíjat és egyéb bevételt az idős zenészek Verdi által alapított milánói otthona számára ajánlotta fel.

## Munkássága
Cilea a Pietro Mascagni és Ruggero Leoncavallo nevével fémjelzett verizmus követője volt. A verizmust igényes hangszerelése és dallamgazdagsága egyéni színekkel, impresszionista vonásokkal ruházta fel. Néhány zenekari darabot és kamaraművet is írt, de ma elsősorban operaszerzőként tartják számon. Nem írt sok darabot. Az Adriana Lecouvreur után 1907-ben jelentkezett újabb operával, de a Gloria Arturo Toscanini közreműködése mellett is csak két előadást élt meg. A zeneszerző két év után ismét próbálkozott operakomponálással, de a Vadházasság című darab bemutatására és kiadására a mai napig nem került sor. Hat operájából négyet kiadtak cd-n, de játszani már csak az Adriana Lecouvreurt szokták. Hazánkban legutóbb a Szegedi Nemzeti Színház tűzte műsorra a művet.
Az Adriana Lecouvreur librettója Scribe színdarabján alapul és összekapcsolja a történelmi operát a polgári drámával. A zenében a verista stíluseszközök mellett zenedrámai vonások is megjelennek: vezérmotívumok alkalmazása, beszédszerű dialógusok. Emellett a darabot melodramatikus részletek is jellemzik. Cilea a verizmus hevét XVIII. századi hangvétellel temperálta. A hangszerelés jól árnyalja a darab verista sztereotípiáinak durvább rajzolatú figuráit, de a jellemrajzokban nemigen érvényesülnek pszichológiai finomságok.

## Operái
- Gina, 1889
- La Tilda, 1892
- L’Arlesiana, 1897
- Adriana Lecouvreur, 1902
- Gloria, 1907
- Il matrimonio selvaggio, 1909